# Sherilyn Fenn
Sherilyn Fenn (født 1. februar 1965) er en amerikansk skuespiller og tidligere model, bedst kendt for sin Emmy-nominerede rolle som Audrey Horne i David Lynchs tv-serie Twin Peaks (1990-1991). Hun har en markant siderolle i dramaet Mus og mænd (1992) og en birolle som traffikoffer i David Lynchs Wild at Heart (1990).